# Deficitul democratic al Uniunii Europene
Deficitul democratic al Uniunii Europene este un concept politic și politologic, care desemnează lipsa unei legitimități populare a Uniunii Europene în comparație cu sistemele politice ale statelor naționale care o compun. Discuția în jurul deficitului democratic are diferite conotații, în funcție de autorii care o abordează, argumentele variind în funcție de fundalul academic, de convingerile politice și alți factori. În timp ce euroscepticii folosesc conceptul ca argument împotriva extinderii Uniunii Europene și lărgirii integrării în cadrul ei, există autori care neagă parțial ori per ansamblu existența deficitului, atrăgând atenția asupra tendinței de a compara Uniunea Europeană cu un model ideal al statului democratic, în timp ce în realitate nici statele membre nu satisfac perfect criteriile unui astfel de model. 